# Lithocarpus laouanensis
Lithocarpus laouanensis är en bokväxtart som beskrevs av Aimée Antoinette Camus. Lithocarpus laouanensis ingår i släktet Lithocarpus och familjen bokväxter. Inga underarter finns listade.